# دييغو فابيان توريس
دييغو فابيان توريس (بالإسبانية: Diego Fabián Torres)‏ (6 نوفمبر 1990 - ) هو لاعب كرة قدم أرجنتيني في مركز الوسط. لعب مع ديبورتيس إيكيكي.

## وصلات خارجية
- دييغو فابيان توريس على موقع قاعدة بيانات كرة القدم.إي يو (الإنجليزية)
- دييغو فابيان توريس على موقع Soccerway.com (الإنجليزية)
- دييغو فابيان توريس على موقع عالم كرة القدم.نت (الإنجليزية)
- دييغو فابيان توريس على موقع AS.com (الإسبانية)